# Steinakirchen am Forst
Steinakirchen am Forst é um município da Áustria localizado no distrito de Scheibbs, no estado de Baixa Áustria.